# Карсинское сельское поселение
Карсинское се́льское поселе́ние — муниципальное образование в Троицком районе Челябинской области Российской Федерации. В рамках административно-территориального устройства муниципальное образование  соответствует административно-территориальной единице Карсинский сельсовет.
Административный центр — село Карсы.

## История
Статус и границы сельского поселения установлены Законом Челябинской области от 28 октября 2004 года № 315-ЗО «О статусе и границах Троицкого муниципального района и сельских поселений в его составе»

## Население
| 2002  | 2010  | 2011  | 2012  | 2013  | 2014  | 2015  |
| ----- | ----- | ----- | ----- | ----- | ----- | ----- |
| 2055  | ↘1903 | ↘1901 | ↗1927 | ↘1889 | ↘1840 | ↘1809 |
| 2016  | 2017  | 2018  | 2019  | 2020  | 2021  |       |
| ↘1778 | ↘1755 | ↘1748 | ↘1702 | ↘1675 | ↘1613 |       |

## Состав сельского поселения
| № | Населённый пункт | Тип населённого пункта       | Население |
| - | ---------------- | ---------------------------- | --------- |
| 1 | Кадымцево        | село                         | ↘558      |
| 2 | Карабаново       | посёлок                      | ↗315      |
| 3 | Карсы            | село, административный центр | ↘1030     |